# Holostřevy
Holostřevy jsou vesnice, část města Bor v okrese Tachov v Plzeňském kraji. Nachází se asi 6,5 kilometru východně od Boru. Prochází zde silnice II/605. Holostřevy je také název katastrálního území o rozloze 8,68 km². V katastrálním území Holostřevy leží i Hlupenov.

## Název
Název se vyvíjel od varianty Holocrewi (1186), Holocheui (1239), Holostziew (1367), Holotrziew (1386), Holotrziew (1396), Holotrzieb (1369), Holostrzieb (1384), Holotrzieb (1399), Holotrzew (1405), Holotrzeyw (1406), Holostrziw (1596), Holletrzieb (1654), Holetzried, Holostrow (1788), Holletzrieb (1838) až k podobám Holostřevy, Holletzrieb a Hollezrieb v roce 1854.
Vznik pojmenování má dva výklady, může jít o „ves s holými střevy“, či může označovat ves lidí bez střevíců. Dle obou výkladů šlo zprvu o výsměšnou přezdívku podle nějaké komické příhody.

## Historie
První písemná zmínka o vesnici pochází z roku 1186.

## Obyvatelstvo
Podle sčítání 1930 zde žilo v 64 domech 319 obyvatel. 7 obyvatel se hlásilo k československé národnosti a 312 k německé. Žilo zde 311 římských katolíků, 5 evangelíků a 3 židé.
| Rok            | 1869 | 1880 | 1890 | 1900 | 1910 | 1921 | 1930 | 1950 | 1961 | 1970 | 1980 | 1991 | 2001 | 2011 |     |
| -------------- | ---- | ---- | ---- | ---- | ---- | ---- | ---- | ---- | ---- | ---- | ---- | ---- | ---- | ---- | --- |
| Počet obyvatel | 318  | 303  | 300  | 295  | 340  | 330  | 319  | 216  | 211  | 184  | 161  | 131  | 135  | 162  | 151 |
| Počet domů     | 47   | 53   | 54   | 56   | 60   | 60   | 64   | 58   | 52   | 48   | 45   | 41   | 45   | 53   | 61  |

## Obecní správa
Při sčítání lidu v letech 1850–1979 Holostřevy byly samostatnou obcí, se kterým patřily nejprve do okresu Stříbro, ale od roku 1961 v okrese Tachov. Od 1. ledna 1980 jsou částí města Bor v okrese Tachov. V letech 1850–1979 k obci patřil Hlupenov.

## Hospodářství a doprava
V Holostřevech sídlí firmy ABW - Stavební společnost a GAST BOX HF s.r.o. Obcí prochází silnice II. třídy č. 605 z Boru do Stříbra a železniční trať č. 178 – Svojšín–Bor, po které již osobní vlaky nejezdí. Dopravní obslužnost zajišťují dopravci ČSAD autobusy Plzeň. Autobusy jezdí ve směrech Plzeň, Tachov, Lesná, Bor a Stříbro. Vesnicí prochází cyklistická trasa č. 2222 z Výrova do Svojšína.

## Školství, kultura a sport
Na staré faře sídlí vzdělávací Komunita Noe. Funguje tu Tělovýchovná jednota Sokol Holostřevy.

## Pamětihodnosti
- Kostel svatého Mikuláše - původně snad románská stavba přestavěna v gotice, s barokní věží, stojí na jižním okraji obce
- Fara[13] pocházející z 1. poloviny 18. století.